# Brandts flagermus
Brandts flagermus (Myotis brandtii) er en flagermus i familien barnæser. Det er en af Europas mindste flagermusarter. I Danmark kendes den fra Midtjylland, Lolland og Bornholm. Den ligner meget skægflagermusen.
Brandts flagermus er opkaldt efter den tyske naturhistoriker Johann Friedrich von Brandt (1802-1879).

## Levevis
Brandts flagermus minder om skægflagermusen i levevis. Skrigene er de samme som hos skægflagermusen: distinkte, regelmæssige lyde med en middelfrekvens på omkring 45 kHz.
Om vinteren er Brandts flagermus truffet fåtalligt i de fire jyske kalkgruber, bl.a. Mønsted og Daugbjerg Kalkgruber. De sidste forlader først kalkgruberne hen i maj måned, hvilket er senere end de andre Myotis-arter.

## Udbredelse
Brandts flagermus er udbredt fra England i vest gennem Nord- og Mellemeuropa. Udbredelsen mod øst gennem Asien kendes endnu ikke med sikkerhed. Mod nord i Europa findes den til 65. nordlige breddekreds.
I Danmark er Brandts flagermus talrig på Bornholm. I Midtjylland og på Lolland findes små bestande. Den har tidligere fandtes på Sjælland indtil slutningen af 1800-tallet.